# Pygophora hirtimana
Pygophora hirtimana är en tvåvingeart som beskrevs av Malloch 1935. Pygophora hirtimana ingår i släktet Pygophora och familjen husflugor. Inga underarter finns listade i Catalogue of Life.